# Humbertium
Humbertium és un gènere de planària terrestre que habita a Madagascar, l'Índia, Sri Lanka, Xina, Sarawak i l'oest de Malàisia. Se'n coneixen 23 espècies.
L'espècie tipus és Humbertium ravenalae.

## Descripció
En l'aparell reproductor els conductes ovovitel·lins es giren cap al dors abans d'arribar al porus genital i presenten una obertura anterior i dorsal a l'òrgan femení. Els caràcters generals de l'òrgan masculí són compartits amb el gènere Bipalium.

## Taxonomia
- H. ceres
- H. covidum
- H. core
- H. depressum
- H. diana
- H. dodobettae
- H. ferrugineoideum
- H. ferrugineum
- H. girardi
- H. kelleri
- H. longicanale
- H. palnisium
- H. penangense
- H. penrissenense
- H. phoebe
- H. proserpina
- H. pseudphallicum
- H. ravenalae
- H. sikorai
- H. subboreale
- H. umbrinum
- H. univittatum
- H. voigti
- H. woodworthi